# Bonsucesso
Ne doit pas être confondu avec Bom Sucesso.
Bonsucesso est un quartier du nord-Ramos de Rio de Janeiro au Brésil créé le 23 juillet 1981.
Le quartier abrite le club de football Bonsucesso.